# Türst
Türst è un personaggio del folclore lucernese che risale ai tempi delle religioni pagane.
Spesso viene presentato come cacciatore infernale che caccia attraverso i villaggi e spaventa il bestiame cosicché le mucche smettano di produrre latte. Nei paesi la gente racconta che il Türst caccia soprattutto nei mesi di tempesta. Viene accompagnato dalla moglie, Sträggeli, una  strega, e da  un branco di cani a tre zampe.